# Nephodia minor
Nephodia minor là một loài bướm đêm trong họ Geometridae.